# Szczygły Dolne
Szczygły Dolne – wieś w Polsce położona w województwie lubelskim, w powiecie łukowskim, w gminie Łuków. Pod względem fizycznogeograficznym znajduje się na Równinie Łukowskiej. Obok miejscowości przepływa Bystrzyca, niewielka rzeka dorzecza Wisły.
W latach 1975–1998 Szczygły Dolne administracyjnie należały do województwa siedleckiego.
Miejscowość stanowi sołectwo w gminie Łuków. Według Narodowego Spisu Powszechnego z roku 2011 wieś liczyła 169 mieszkańców.
Wierni Kościoła rzymskokatolickiego należą do parafii św. Anny w Jeleńcu.